# Kerry Hoole
Kerry Hoole (Goulburn, Nova Gal·les del Sud, 11 de juny de 1940) va ser un ciclista australià, que fou professional entre 1962 i 1976. Durant la seva carrera esportiva guanyà dues vegades el Campionat d'Austràlia en ruta.

## Palmarès
- 1966
  -  Campió d'Austràlia en ruta
- 1968
  - Vencedor d'una etapa al Herald Sun Tour
- 1973
  -  Campió d'Austràlia en ruta